# Machikatte, Hassan
Machikatte là một làng thuộc tehsil Hassan, huyện Hassan, bang Karnataka, Ấn Độ.